# Llagostí negre
Els llagostí negre (Penaeus monodon) és una espècie de crustaci decàpode de la família Penaeidae. És comestible i molt cultivada en aqüicultura, però està essent desplaçada per la gamba Litopenaeus vannamei. Se'n consumeixen unes 900.000 tones cada any, les dues terceres parts de piscifactories especialment el sud-est asiàtic. El 2010, Greenpeace afegí Penaeus monodon a la seva llista vermella.

## Característiques
Mascle i femella arriben afer uns 36 cm de llargada i les femelles arriben a pesar 650 grams essent la gamba més grossa del món.

## Distribució
La seva distribució natural és a la zona Indo-Pacífica des de la costa oriental africana a Aràbia, sud-est d'Àsia al mar del Japó arribant a l'est d'Austràlia. En petits nombres ha colonitzat el Mediterrani a través del canal de Suez. També ho ha fet a Hawaii, Florida, Geòrgia i Carolina del Sud.

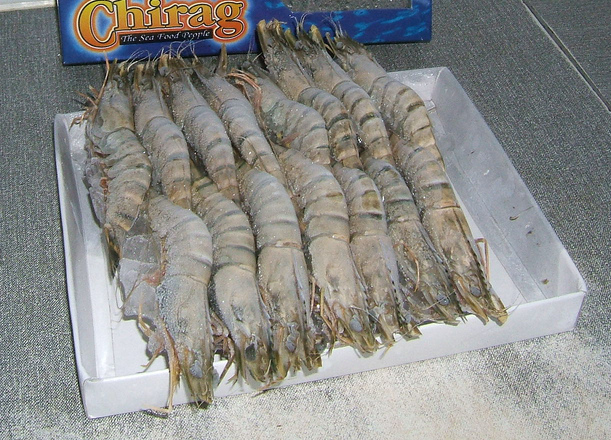
Penaeus monodon

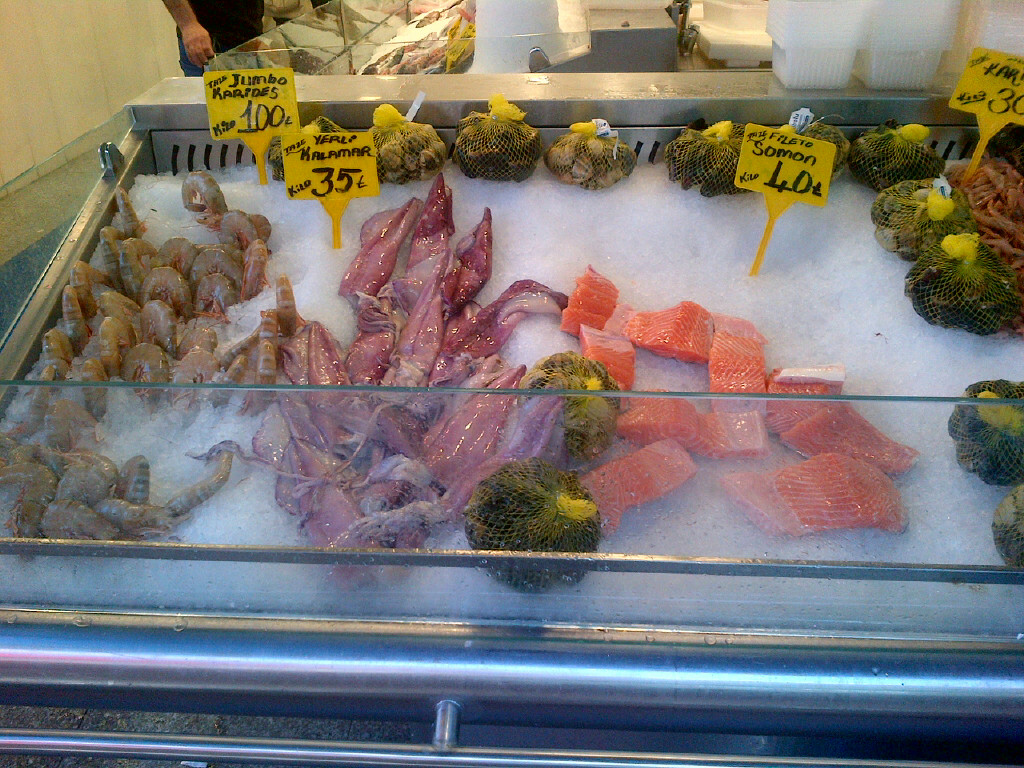
Gambes "jumbo" en el mercat històric de Kadıköy.